# Powiat de Krasnystaw
Pour les articles homonymes, voir Krasnystaw.
Le powiat de Krasnystaw (polonais : powiat krasnostawski) est un powiat (district) de la voïvodie de Lublin, dans le sud-est de la Pologne.
Il est né le 1er janvier 1999, à la suite des réformes polonaises de gouvernement local passées en 1998. 
Le siège administratif du powiat est la ville de Krasnystaw, située à environ 50 kilomètres au sud-est de Lublin (capitale de la voïvodie). Il y a une autre ville dans le powiat: Annopol, située à environ 25 kilomètres à l'ouest de Kraśnik.
Le district couvre une superficie de 1 067,18 kilomètres carrés. En 2006, sa population totale est de 69 274 habitants, avec une population pour la ville de Krasnystaw  de 19 434 habitants et une population rurale de 49 840 habitants.

## Division administrative
Le district de Krasnystaw comprend 10 gminy (communes) (1 urbaine et 9 rurales) :
- 1 commune urbaine : Krasnystaw ;
- 9 communes rurales : Fajsławice, Gorzków, Izbica, Krasnystaw, Kraśniczyn, Łopiennik Górny, Rudnik, Siennica Różana et Żółkiewka.

Celles-ci sont inscrites dans le tableau suivant, dans l'ordre décroissant de la population.
| Gmina                                                   | Type   | Supérficie (km²) | Population (2006) | Chef-lieu       |
| Krasnystaw                                              | urbain | 23,1             | 19 434            |                 |
| Gmina Krasnystaw                                        | rural  | 151,0            | 9 142             | Krasnystaw *    |
| Gmina Izbica                                            | rural  | 138,7            | 8 942             | Izbica          |
| Gmina Żółkiewka                                         | rural  | 130,0            | 6 131             | Żółkiewka       |
| Gmina Fajsławice                                        | rural  | 70,7             | 5 062             | Fajsławice      |
| Gmina Siennica Różana                                   | rural  | 98,4             | 4 402             | Siennica Różana |
| Gmina Łopiennik Górny                                   | rural  | 106,3            | 4 301             | Łopiennik Górny |
| Gmina Kraśniczyn                                        | rural  | 110,0            | 4 284             | Kraśniczyn      |
| Gmina Gorzków                                           | rural  | 96,2             | 4 055             | Gorzków         |
| Gmina Rudnik                                            | rural  | 88,4             | 3 521             | Rudnik          |
| * Le siège ne fait pas partie du territoire de la gmina |        |                  |                   |                 |

## Démographie
Données du 30 juin 2005 :
| Description | Total  | Total | Femmes | Femmes | Hommes | Hommes |
| ----------- | ------ | ----- | ------ | ------ | ------ | ------ |
| Unité       | Nombre | %     | Nombre | %      | Nombre | %      |
| Population  | 76 508 | 100   | 39 385 | 51,48  | 37 123 | 48,52  |
| Urbain      | 19 626 | 25,65 | 10 334 | 13,51  | 9 292  | 12,15  |
| Rural       | 56 882 | 74,35 | 29 051 | 37,97  | 27 831 | 36,38  |

## Histoire
De 1975 à 1998, les différentes gminy du powiat actuel appartenaient administrativement à la Voïvodie de Zamość, la Voïvodie de Chełm et de la Voïvodie de Lublin.